# José Antonio Kast
José Antonio Kast Rist (Santiago, 18 de janeiro de 1966) é um advogado chileno e político que concorreu à presidência do Chile na eleição presidencial no Chile em 2021. Ele serviu como membro da Câmara de Deputados do Chile, representando o Distrito 24 de Peñalolén e La Reina. Ele era membro da União Democrática Independente até 2016 e era um político independente até 2019. Kast concorreu a presidente como candidato independente na eleição presidencial no Chile em 2017, Desde 2018 é o líder do movimento de extrema-direita Ação Republicana (Acción Republicana).
Em 2019 criou o Partido Republicano chileno, de extrema-direita, e o think tank  Ideias Republicanas 

## Primeiros anos

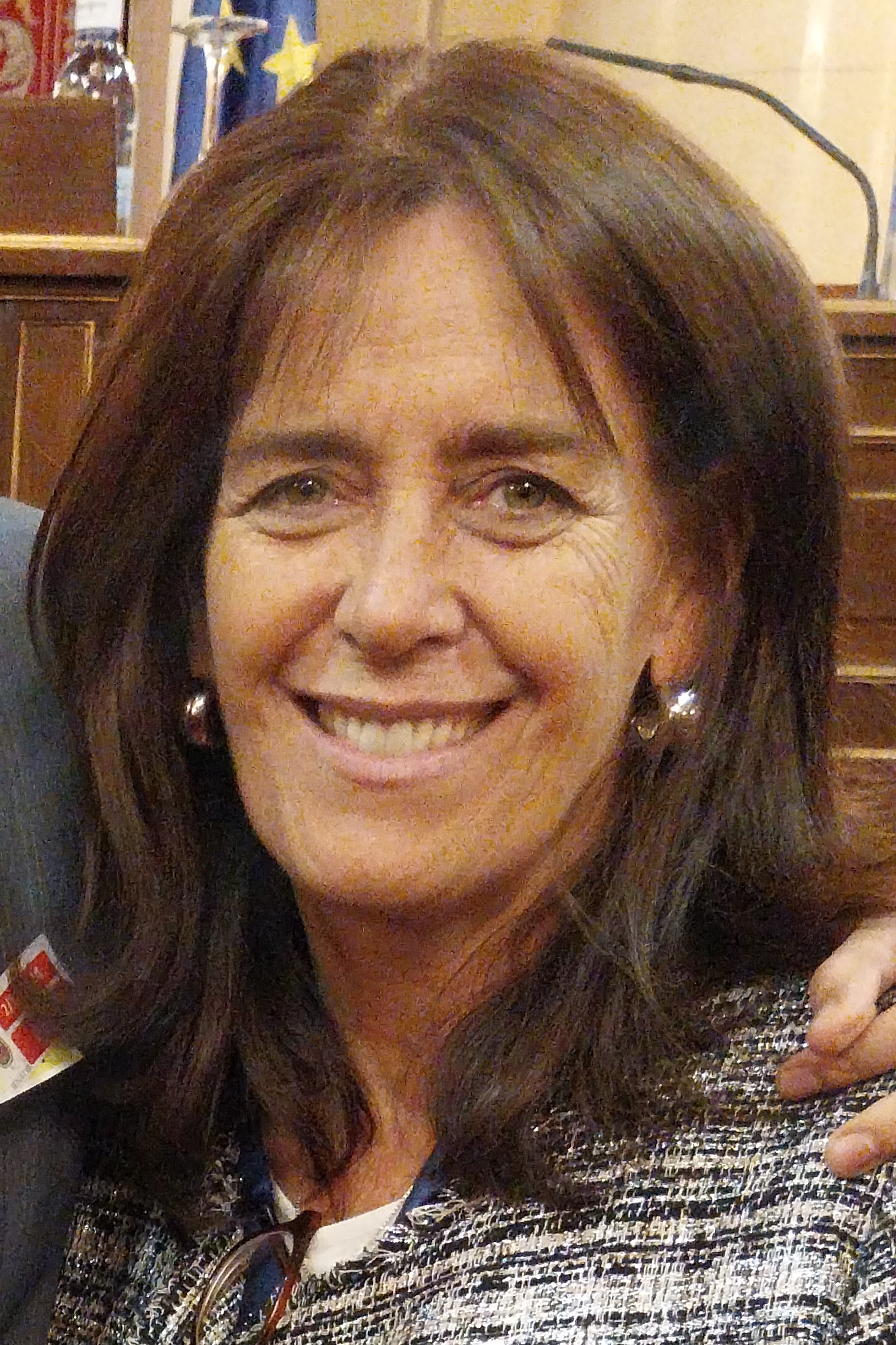
María Pía Adriasola, a mulher de Kast.

Seus pais eram Michael Kast Schindele e Olga Rist Hagspiel, imigrantes nazistas alemães da Baviera que depois de chegar na década de 1950 instalaram uma fábrica de cecinas e um restaurante. Eles tiveram 9 filhos. José Antonio Kast é irmão do economista, ministro e ex-governador do Banco Central do Chile, Miguel Kast (1948-1983) e tio do senador da Evolução Política, Felipe Kast.
Kast estudou Direito na Universidade Católica do Chile, onde conseguiu seu primeiro contato com o Movimento Grilista. Foi candidato à presidência da Federação dos Estudantes (FEUC).
Fundou um escritório de advocacia em 1990. Na década de 1990 foi também o diretor de uma empresa imobiliária, propriedade de sua família.

## Vida pessoal
Kast é casado com María Pía Adriasola e tem nove filhos. Ele é católico e membro do Movimento Apostólico de Schoenstatt.
O proprietário de várias empresas registadas no Panamá, é multimilionário em dólares.

## Carreira política

Logotipo da campanha presidencial de José Antonio Kast de 2017

Logotipo do Partido Republicano de Chile

Entre 1996 e 2000 ele foi conselheiro de Buin. Em 2001, Kast foi escolhido como membro da Câmara dos Deputados para o Distrito 30 de San Bernardo. Ele era o Secretário Geral da União Democrática Independente, um partido do qual ele renunciou para concorrer à presidência.
Em 18 de agosto de 2017, ele registrou oficialmente sua candidatura independente ao Serviço Eleitoral, apresentando 43.461 assinaturas. Ele foi apoiado por grupos direitistas, conservadores, libertaristas, nacionalistas, pinochetistas e militares aposentados, entre outros. Ele obteve 523.213 votos nas eleições presidenciais, representando 7,93% do total de votos e o 4º lugar, embora as pesquisas mostrassem apenas 2% -3%. Na segunda volta da eleição, ele apoiou a campanha de Sebastián Piñera, que ganhou a eleição.
Em março de 2018, durante uma turnê em algumas universidades chilenas, Kast estava programado para dar uma palestra na Universidade Arturo Prat em Iquique, mas foi fisicamente agredido por manifestantes que se opunham a suas opiniões políticas. Kast também afirmou "censura" da Universidade de Concepción e da Universidade Austral do Chile.
Em abril de 2018, José Antonio Kast revelou o movimento político de direita chamado Ação Republicana.
Kast confirmou suas intenções de ser candidato nas eleições presidenciais no Chile em 2021.
Em maio de 2019, criou o think tank Ideias Republicanas e em junho de 2019 criou o Partido Republicano chileno.
Durante os protestos chilenos de 2019, ele rejeitou os violentos tumultos e a destruição da propriedade privada e pública, defendendo o conceito de lei e ordem.
No plebiscito nacional do Chile de 2020 sobre a mudança da Constituição chilena, ele apoiou a opção de Rejeição que perdeu para a Aprovação tendo 21,72% a primeira e 78.28% a segunda e foi uma das principais faces da opção.
Na eleição para Convenção Constitucional Chilena de 2021, ele fez um pacto político com a coligação de centro-direita Chile Vamos ter uma lista conjunta de candidatos para a eleição chamada Vamos por Chile. A lista obteve 20,6% de votos e representou menos de 1/3 da Convenção. Kast propôs um dos principais candidatos do pacto (que alinha com suas opiniões políticas), Teresa Marinovic, que não foi bem recebida por partes do centro-direita, porém Marinovic venceu com uma alta porcentagem e graças ao método D'Hondt muitos outros candidatos puderam entrar na Convenção com seu triunfo.
No mesmo dia foram realizadas as eleições municipais chilenas de 2021 e o Partido Republicano de Kast não formou uma coalizão com o centro-direita.
Em junho do mesmo ano aconteceram as eleições primárias presidenciais de 2021 no Chile Vamos, nas quais Sebastián Sichel venceu. Meses antes Joaquín Lavín estava ganhando nas urnas, e na esquerda Apruebo Dignidad, o primário presidencial Gabriel Boric também ganhou de surpresa contra Daniel Jadue.

### Campanha presidencial de 2021

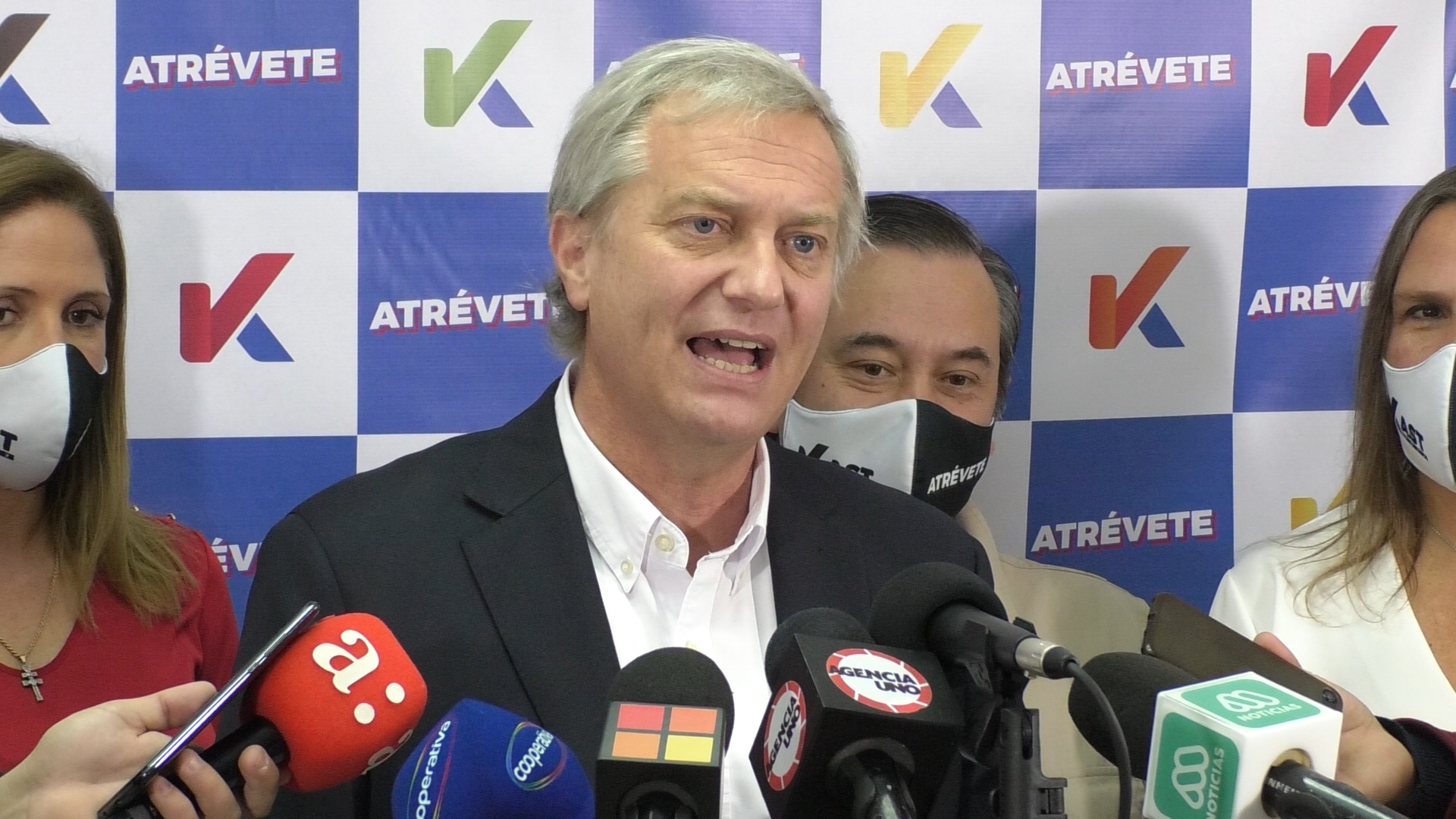
Kast na campanha presidencial de 2021

Após as eleições de 2017, ele deixou claro que se candidataria novamente à presidência na próxima eleição. Em 2021 ele concorreu com seu partido formado e com candidatos à Câmara dos Deputados e ao Senado, em contraste com a candidatura anterior de quatro anos antes. Kast formou a Frente Social Cristão, um pacto político para apresentar uma lista de candidatos com o Partido Conservador Cristão.
Fez um avanço nas sondagens algumas semanas antes da primeira volta, beneficiando da fraca campanha do candidato liberal de direita Sebastián Sichel, enfraquecido pelos casos de corrupção que afectam a sua coligação e a impopularidade do Presidente Sebastián Piñera, e da radicalização de parte do eleitorado de direita em reacção ao movimento de protesto social de 2019-2020 e ao afluxo de migrantes da Colômbia, Haiti e Venezuela. Procurando reunir para além da extrema-direita, tem um discurso menos radical do que em 2017, nomeadamente ao deixar de se apresentar como herdeiro do General Pinochet. Alguns candidatos do Chile Vamos começaram a apoiá-lo ao invés de Sichel e espera-se que ele vá para o segundo turno das eleições contra Gabriel Boric, de esquerda apesar dele já ter reconhecido a derrota.

### Posições políticas
Kast promoveu um "menos impostos, menos governo, pró-vida", bem como programa anti-imigração do governo. Seu apoio ao Governo Militar gerou muita controvérsia durante sua campanha, especialmente sua proposta de perdoar os condenados por violações dos direitos humanos nas violações dos direitos humanos de Pinochet no Chile por parte do governo de Pinochet que têm doenças associadas ao envelhecimento Ele propõe reintroduzir as aulas de religião nas escolas, acreditando que "os chilenos precisam de Deus e o Estado deve promover a religião nas escolas". 
Relativamente às relações internacionais, deseja fechar a fronteira com a Bolívia, acreditando que esta medida permitiria uma luta mais eficaz contra o tráfico de droga. Em 2018, apelou ao governo para que interrompesse as relações diplomáticas com a França em retaliação pelo asilo concedido ao ex-guerrilheiro Ricardo Palma Salamanca. Em nas eleições gerais no Brasil de 2018, Kast apoiou a Jair Bolsonaro.
Em questões económicas, propõe reduzir a despesa pública, reduzir os impostos, dar a máxima liberdade aos mercados financeiros e quer aumentar a idade da reforma. Citando o economista americano Milton Friedman, que inspirou os Chicago Boys no Chile, como modelo, ele acredita que a redução das desigualdades sociais não deve ser uma prioridade, pois "uma sociedade que favorece a igualdade em detrimento da liberdade não terá nenhuma delas".

## Resultados
| P.                                             | Candidato               | Candidato               | Part.                   | Apoio político          | 1º Turno   | 1º Turno | 2º Turno   | 2º Turno |
| P.                                             | Candidato               | Candidato               | Part.                   | Apoio político          | Votos      |          | Votos      |          |
| ---------------------------------------------- | ----------------------- | ----------------------- | ----------------------- | ----------------------- | ---------- | -------- | ---------- | -------- |
| 1º                                             |                         | Sebastián Piñera        | Ind.                    | Chile Vamos             | 2 418 540  | 36,64%   | 3 795 896  | 54,57%   |
| 2º                                             |                         | Alejandro Guillier      | Ind.                    | A Força da Maioria      | 1 498 040  | 22,70%   | 3 160 225  | 45,43%   |
| 3º                                             |                         | Beatriz Sánchez         | Ind.                    | Frente Ampla            | 1 338 037  | 20,27%   |            |          |
| 4º                                             |                         | José Antonio Kast       | Ind.                    | Independente            | 523 375    | 7,93%    |            |          |
| 5º                                             |                         | Carolina Goic           | PDC                     | PDC                     | 387 784    | 5,88%    |            |          |
| 6º                                             |                         | Marco Enríquez-Ominami  | Progressista            | Progressista            | 376 871    | 5,71%    |            |          |
| 7º                                             |                         | Eduardo Artés           | União Patriótica        | UP                      | 33 665     | 0,51%    |            |          |
| 8º                                             |                         | Alejandro Navarro       | País                    | País                    | 23 968     | 0,36%    |            |          |
| Total de votos válidos                         | Total de votos válidos  | Total de votos válidos  | Total de votos válidos  | Total de votos válidos  | 6 594 022  | 98,42%   | 6 951 512  | 98,91%   |
| Votos nulos                                    | Votos nulos             | Votos nulos             | Votos nulos             | Votos nulos             | 65 814     | 0,98%    | 56 374     | 0,80%    |
| Votos em branco                                | Votos em branco         | Votos em branco         | Votos em branco         | Votos em branco         | 39 791     | 0,59%    | 20 032     | 0,29%    |
| Total de votos emitidos                        | Total de votos emitidos | Total de votos emitidos | Total de votos emitidos | Total de votos emitidos | 6 600 280  | 100%     | 7 027 988  | 100%     |
| Total eleitoral                                | Total eleitoral         | Total eleitoral         | Total eleitoral         | Total eleitoral         | 14 347 288 | 100%     | 14 347 288 | 100%     |
| Participação                                   | Participação            | Participação            | Participação            | Participação            | 46,72%     | 46,72%   | 48,98%     | 48,98%   |
| Resultados: 99,94% das mesas apuradas (Servel) |                         |                         |                         |                         |            |          |            |          |